# Gultall
Gultall (Pinus ponderosa) är en tall som hör hemma i västra Nordamerika. Den kallas även guldtall eller ponderosatall. Arten är nära släkt med Pinus arizonica. Barken är vaniljdoftande.
Denna tall förekommer från British Columbia i Kanada till Coahuila och Sonora i Mexiko. Utbredningsområdets östra gränsa ligger i South Dakota, Nebraska och Texas och den västra gränsen utgörs av Stilla havet. Arten växer i låglandet och i bergstrakter upp till 3300 meter över havet. Den årliga nederbördsmängden i regionen varierar mellan 300 och 1750 mm. Arten ingår i skogar som domineras av tallar och arter av ensläktet. Dessutom kan flera andra barrträd ingå. Gultall är ganska uthärdlig mot bränder.
Det finns ett antal varianter, som närmast kan anses vara underarter, men som inte alla beskrivs som sådana:
1. Pinus ponderosa subsp. ponderosa Douglas ex C. Lawson
2. Pinus ponderosa subsp. scopulorum (Engelm.) E. Murray
3. Pinus brachyptera Engelm.
4. Pinus benthamiana Hartw.

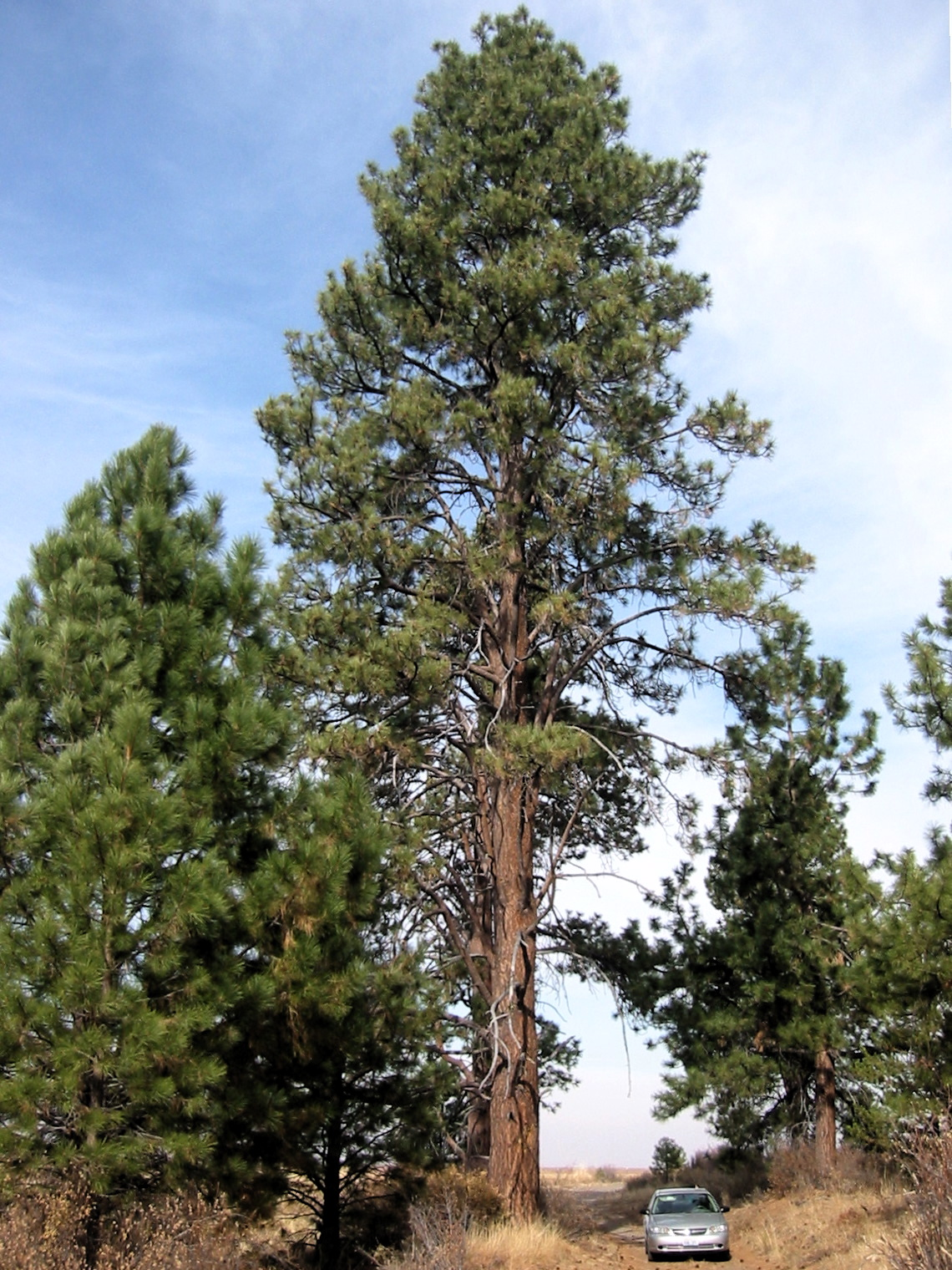
Gultallar i Oregon. Uppvuxet träd intill bilen och unga träd i förgrunden.

I början av 2014 fälldes en nästan 30 meter hög ponderosatall i Norrbo i norra Hälsingland, planterad 76 år tidigare. Diametern i brösthöjd var 92 centimeter.
Regionalt påverkas beståndet av intensivt skogsbruk. Hela populationen anses fortfarande vara stabil. IUCN listar arten som livskraftig (LC).